# Большая Кирья
Большая Кирья — река в России, протекает в Омутнинском районе Кировской области. Устье реки находится в 97 км по правому берегу реки Лупья. Длина реки составляет 11 км.
Исток реки на Верхнекамской возвышенности в 9 км юго-восточнее деревни Лупья (Леснополянское сельское поселение). Река течёт на северо-запад по лесному массиву. Приток — Малая Кирья (правый). Впадает в Лупью у деревни Лупья.

## Данные водного реестра
По данным государственного водного реестра России относится к Камскому бассейновому округу, водохозяйственный участок реки — Кама от истока до водомерного поста у села Бондюг, речной подбассейн реки — бассейны притоков Камы до впадения Белой. Речной бассейн реки — Кама.
По данным геоинформационной системы водохозяйственного районирования территории РФ, подготовленной Федеральным агентством водных ресурсов:
- Код водного объекта в государственном водном реестре — 10010100112111100000672
- Код по гидрологической изученности (ГИ) — 111100067
- Код бассейна — 10.01.01.001
- Номер тома по ГИ — 11
- Выпуск по ГИ — 1